# Квінт Антістій Лабеон
Квінт Антістій Лабеон (лат. Quintus Antistius Labeo, ? — 42 до н. е.) — політичний діяч, правник, військовий та сенатор часів Римської республіки.

## Життєпис
Походив з плебейського роду Пакувіїв. Замолоду його всиновлено Марком Антістієм Лабеоном. Навчався у відомого правника Сервія Сульпіція Руфа. Зробив кар'єру завдяки своєму авторитету правника. 
Був сенатором (невідомо завдяки квестурі або еділітету). У 44 році до н. е. брав участь у змові та вбивстві Гая Юлія Цезаря. Підтримував Марка Брута у намаганні відновити республіку. У війні республіканців при Октавіані Августі та Марку Антонію був легатом. Звитяжно бився у 42 році до н. е. при Філіпах. Після поразки на полі бою наказав своєму вільновідпущеному вбити себе.

## Правництво
Написав декілька книг з цивільного права, які були об'єднані у I ст. відомим правником Ауфудієм Намусою.

## Родина
Ім'я дружини невідомо. Залишив по себе кілька дітей. Єдиним відомим був Марк.